# Cuore di cemento
Cuore di cemento è un singolo del gruppo italiano Modà, pubblicato il 28 agosto 2020 come primo estratto dalla ristampa del settimo album in studio Testa o croce (2020 Edition).

## Video musicale
Il videoclip, diretto da Matteo Alberti e Fabrizio De Matteis, è stato pubblicato il 2 settembre 2020 sul canale YouTube del gruppo.